# Nomazi (film din 1986)
Nomazi (titlu original: Nomads) este un film american de groază supranatural independent din 1986 regizat de John McTiernan. Rolurile principale au fost interpretate de actorii Pierce Brosnan, Lesley-Anne Down și Anna Maria Monticelli. Povestea implică un antropolog francez care este expert în nomazi. Acesta descoperă un grup de nomazi urbani care se dovedesc a fi mai mult decât se aștepta.

## Distribuție
- Pierce Brosnan - Jean Charles Pommier, antropolog francez. Primul rol principal al lui Brosnan.[2]
- Lesley-Anne Down - Dr. Eileen Flax, un medic de la urgență
- Anna-Maria Monticelli - Veronique "Niki" Pommier
- Adam Ant - Number One, un nomad
- Mary Woronov - Dancing Mary, un nomad
- Nina Foch - Real estate agent
- Frances Bay - Bertril, o soră medicală
- Frank Doubleday - Razors, un nomad
- Josie Cotton - Silver Ring, un nomad
- Jeannie Elias - Cassie
- Hector Mercado - Ponytail, un nomad